# Fontána Saint-Sulpice

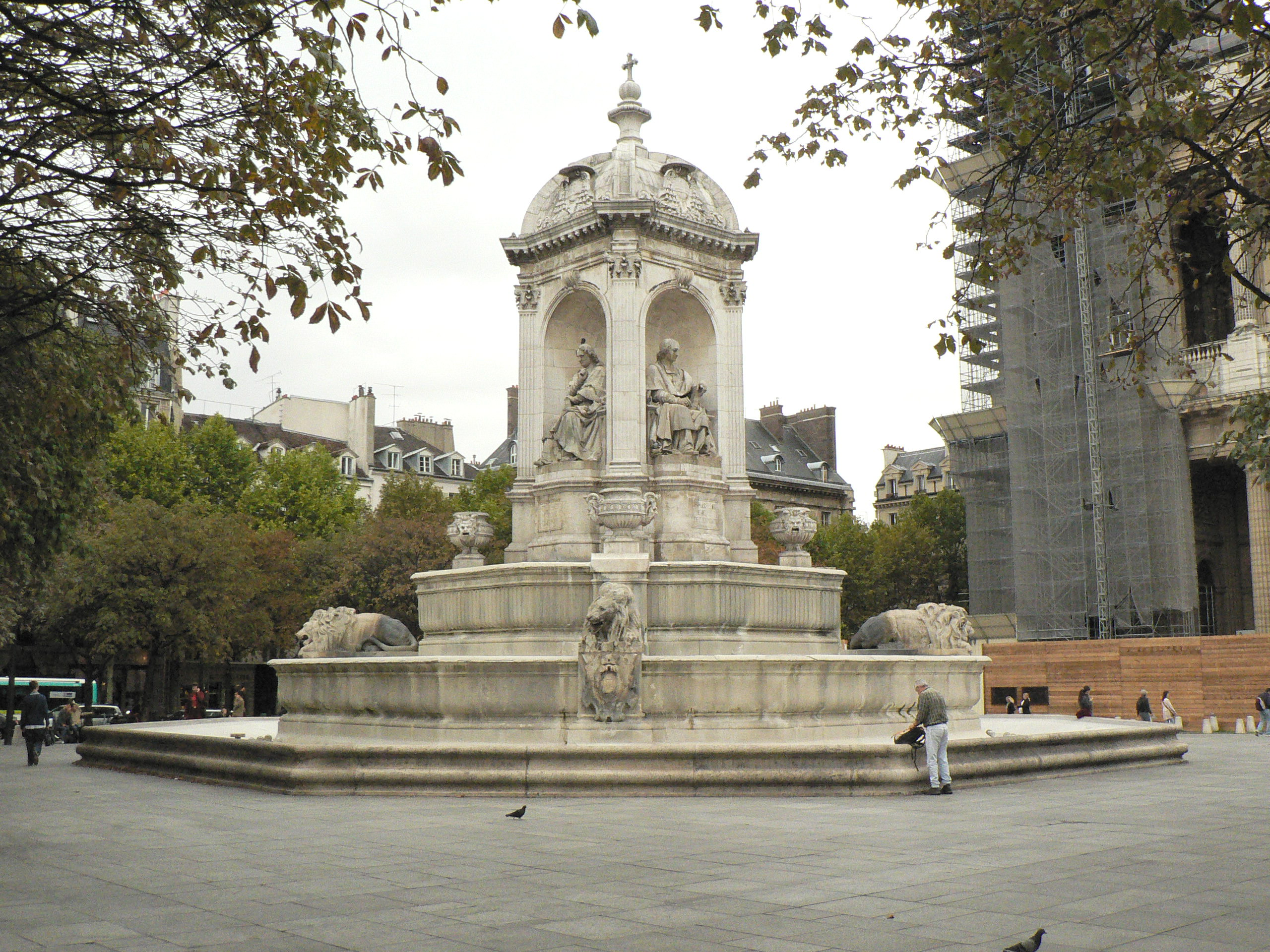
Fontána Saint-Sulpice

Fontána Saint-Sulpice je novorenesanční fontána v Paříži. Nazývá se někdy též fontána Svatých kazatelů (fontaine des Orateurs sacrés) nebo fontána Čtyř kardinálů (fontaine des Quatre-Points-Cardinaux), neboť ji zdobí sochy čtyř biskupů z období vlády Ludvíka XIV., ovšem žádný z nich nebyl jmenován kardinálem.

## Umístění
Kašna se nachází v 6. obvodu na náměstí Place Saint-Sulpice před kostelem sv. Sulpicia.

## Historie
Kašnu v letech 1844-1847 postavil architekt Louis Visconti uprostřed náměstí. Na kraji náměstí byla již v roce 1807 zřízena Mírová fontána, která byla v roce 1824 při přestavbě náměstí přemístěna jinam. Od roku 1926 je fontána chráněná jako historická památka.

## Popis
Fontána má rozměry 10×10 m a výšku 12 m. Základnu tvoří tři bazény uspořádané do kaskády. Uprostřed nich stojí stavba o čtvercové základně. Na každé straně je nika obklopená pilastry. Ve výklencích jsou sochy sedících biskupů v nadživotní velikosti. Jejich znaky jsou vytesány ve štítu na nikou.
Horní nádrž je doplněna čtyřmi vázami, ze kterých tryská voda. V rozích prostředního bazénu jsou lvi, kteří tlapami přidržují znak města Paříže.
Sochy čtyř biskupů doby Ludvíka XIV:
- Jacques-Bénigne Bossuet (1627-1704), biskup z Meaux, autor Jean-Jacques Feuchère, na severní straně
- François de Salignac de La Mothe-Fénelon (1651-1715), arcibiskup z Cambrai, autor François Lanno, na západní straně
- Esprit Fléchier (1632-1710), biskup z Lavaur a Nîmes, autor Louis Desprez, na východní straně
- Jean-Baptiste Massillon (1663-1742), biskup z Clermont-Ferrand, autor Jacques-Auguste Fauginet, na jižní straně